# 南山寺 (五台山)
南山寺，系佑国寺、极乐寺、善德堂三处合称，是一座大型佛教寺院，位于山西省五台山风景名胜区台怀镇南2公里杨柏峪村村民小组，南坡山腰间，海拔1700米，清水河从山脚下流过。已列为全国重点文物保护单位。

## 历史
该寺建于元成宗元贞二年(1296年)，明嘉靖二十年(1541年)重建，称“大万圣佑国寺”。清道光九年(1829年)再行修建，称为极乐寺。光绪元年（1875年），寺院住持普济和尚募得巨资
，将极乐寺、佑国寺和善德堂整合为南山寺，进行扩建。民国年间，东北姜福忱等人进行大规模改扩建。将原有的极乐寺、善德堂、佑国寺三部分联为一体，形成如今的规模，统称五台山南山寺。连续施工达23年，工程浩大。现存建筑为明至民国年间遗构。

## 建筑
南山寺规模宏大，占地6公顷（一说3.7万平方米），建有殿堂窑房300余间。
南山寺整个建筑群共有七层，分为三大部分，坐东向西，依陡峭的山势而建，高低错落。共有院落18处。下三层为极乐寺，中间一层为善德堂，上三层为佑国寺。三寺均采用传统的中轴线对称布局，沿轴线布置主体建筑，左右两侧布置附属建筑。极乐寺沿中轴线布置天王殿、大雄宝殿、观音殿、毗卢殿等；善德堂沿中轴线布置五进院落的全部正殿，钟楼、鼓楼；佑国寺沿中轴线布置天王殿、大雄宝殿和雷音殿。
山下的“大方光明”影壁宽17.3米，高8米，石砌底座，壁身磨砖砌筑，中嵌汉白玉石雕。影壁中间题字：“当初以来，混元一气。天地回覆，日月光明。分形变化，大道虚空。万赖圣人，性中觉灵。迷悟解决，善德无穷。悬机高钓，老主才生。”落款“愚居士”。左侧题字：“风化神中梦，迷路天作合。”右侧题字：“了道心圆地，真光上明天。”照壁对面砖砌拱形门牌匾“化日光天”、“万象维新”。
山门前筑有108级宽大的石阶。台阶尽头为高大的“信天由命”汉白玉牌坊，四柱三楼，面阔12.8米，高9米。
极乐寺山门上方为大钟楼，登楼可凭栏远望风光。极乐寺大雄宝殿坐北朝南，面阔三间，进深二间，单檐硬山顶，殿内雕刻精美，塑释迦及二弟子，佛坛前中为文殊骑狮石像，右侧为木雕普贤菩萨，左侧为石雕送子观音，两壁是明代塑像十八罗汉，表情造型各不相同。大雄宝殿牌匾“真如自在”，落款“慈禧皇太后御笔恩赐”“大清光绪十八年谷旦”（1892年）。
佑国寺尤以丰富的石雕闻名，几乎无石不雕，数量多达千幅。一进316幅，二进360幅，三进294幅，内容包括“穆桂英挂帅”、“天女散花”、“苏武牧羊”；“孟母择邻”、“太公钓鱼”；“三顾茅庐”等。

## 保护
1986年8月18日，公布为第二批山西省文物保护单位，编号2-165。2019年10月7日公布为第八批全国重点文物保护单位，编号 8-0250-3-053。